# Iluska dala
Iluska dala a János vitéz című daljáték egyik dala. Zenéjét Kacsóh Pongrác, a dal szövegét Heltai Jenő írta. A daljáték Petőfi Sándor János vitéz c. elbeszélő költeményének megzenésítése.

## Kotta és dallam
| Van egy szegény kis árva lány, Nincs apja, nincsen anyja ki szeresse, Van egy barátja, a magány És a patakban mos-mos reggel este. A mostohája szidja, bántja, Az árvalánynak rossz a sorsa. 𝄆 A kis patakban a leányka fehér ruháját mossa-mossa. 𝄇 | Mért nincs apám, mért nincs anyám?! Valaki jóm, mint minden más leánynak. Fejem ölébe hajtanám, mikor reám borul a néma bánat. Nincsen ki szánja, nincs, ki bánja, Szegény árvának rossz a sorsa. 𝄆 A kis patakban a leányka fehér ruháját mossa-mossa. 𝄇 |

## Felvételek
- Kacsóh Pongrác–Heltai Jenő:  Iluska dala. Vámos Ágnes  YouTube (2012. július 28.)  (Hozzáférés: 2017. május 28.) (audió)
- Kacsóh Pongrác–Heltai Jenő:  Iluska dala. Ötvös Csilla  YouTube (2010. március 26.)  (Hozzáférés: 2017. május 28.) (videó)
- Kacsóh Pongrác–Heltai Jenő:  No. 6 Iluska dala: Van egy szegény kis árvalány. YouTube (1996. december 22.)  (Hozzáférés: 2017. május 28.) (audió)
- Kacsóh Pongrác–Heltai Jenő:  János Vitéz: Iluska dala. Sárközi Judit  YouTube (2017. január 26.)  (Hozzáférés: 2017. május 28.) (videó)
- Kacsóh Pongrác–Heltai Jenő:  János vitéz - Iluska dala. Bercsényi Judit  YouTube (2015. szeptember 1.)  (Hozzáférés: 2017. május 28.) (audió)
- Kacsóh Pongrác–Heltai Jenő:  Iluska dala. Orosz Júlia  YouTube (1954. november 29.)  (Hozzáférés: 2017. május 28.) (audió)
- Kacsóh Pongrác–Heltai Jenő:  Iluska dala. Fehér Nóra  YouTube. Komárom, Magyar Lovas Színház (2015. október 24.)  (Hozzáférés: 2017. május 28.) (videoó)
- Kacsóh Pongrác–Heltai Jenő:  Iluska dala. Bécsi Kamilla  YouTube (2012. június 5.)  (Hozzáférés: 2017. május 28.) (videó)
- Kacsóh Pongrác–Heltai Jenő:  Iluska dala. Kornelia Perchy  YouTube (2011. július 20.)  (Hozzáférés: 2017. május 28.) (videó)